# Émile Tersen
Émile Tersen, né le 12 septembre 1895 à Lille et mort le 4 mars 1974 à Paris 15e, est un historien français.

## Biographie
Agrégé d'histoire et géographie en 1922, il se spécialise dans le mouvement social français du XIXe siècle et la question coloniale. Il enseigne dans divers lycées parisiens (lycée Henri-IV en 1940) puis dans la classe de khâgne du lycée Louis-le-Grand, à Paris, de février 1945 à sa retraite en 1960. Marxiste, membre du Parti communiste français dès avant la guerre, «historien militant», il est membre de la commission de militants et d'historiens communistes.

## Apport à l'histoire
Cette commission publie en 1964 une Histoire du Parti communiste français. Publié aux Éditions sociales ; l'ouvrage est sous-titré «manuel» : la direction en est assurée par Jacques Duclos et François Billoux, membres de la direction du PCF... Cette histoire hagiographique est récusée plus tard par les chercheurs et les historiens communistes eux-mêmes.
Émile Tersen laisse plus durablement une œuvre fournie sur la Révolution de 1848, dont il est actif membre de la Société d'histoire. Il publie aussi des biographies de Victor Schœlcher et Garibaldi. En 1960, avec Jean Bruhat et Jean Dautry il dirige l'ouvrage La Commune de 1871, réédité et augmenté dans l'édition parue lors du centenaire de la Commune de Paris. Il a publié plusieurs articles dans la revue La Pensée.

## Publications
- Le gouvernement provisoire et l'Europe, Paris, Presses universitaires de France, 1948
- Victor Schœlcher, esclavage et colonisation, PUF, 1948. (présentation)
- Histoire de la colonisation française, PUF, 1950.
- Quarante-huit, le Club français du livre, 1957 (reéd. 1975, Livre club Diderot)
- Napoléon, le Club français du livre, 1959
- (dir. avec Jean Bruhat & Jean Dautry), La Commune de 1871, Paris, Éditions sociales, 1960 (reéd. 1970)
- L'Internationale, Éditions sociales, 1962
- Garibaldi, le Club français du livre, 1962 (reéd. 1975, Livre club Diderot)